# 오드리 헵번의 블랙 지방시 드레스

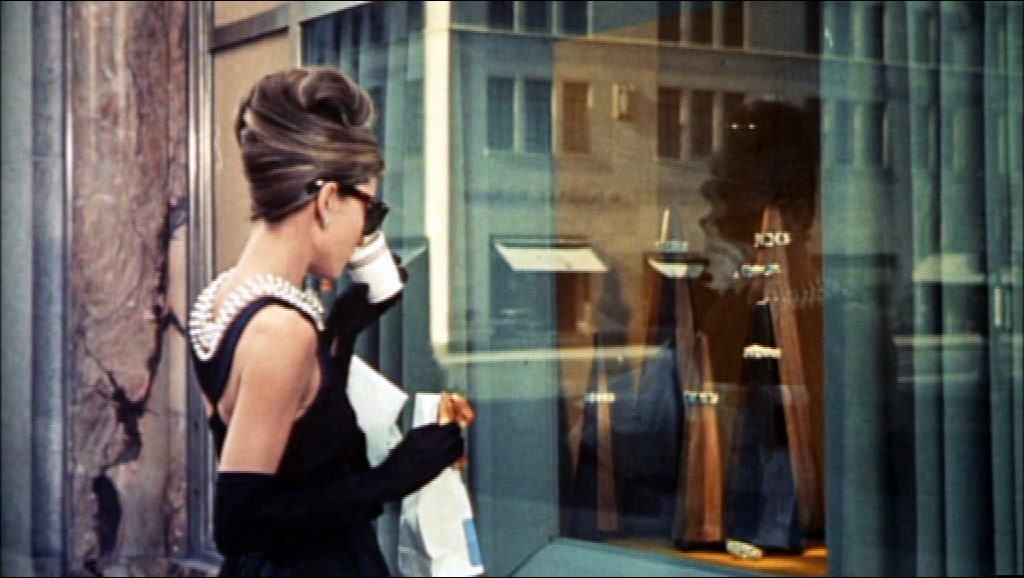
헵번은 1961년 '티파니에서 아침을'의 오프닝 장면에서 로저 세마마 목걸이로 보완된 드레스를 입고 있다.

오드리 헵번은 1961년 로맨틱 코미디 영화 '티파니에서 아침을'에서 "작은 검은 드레스"를 입었다. 이 옷은 위베르 드 지방시에 의해 디자인되었으며 영화의 오프닝 장면에서 착용된다. 그 드레스는 20세기 역사상 가장 상징적인 옷 아이템 중 하나로 언급되며, 아마도 역대 가장 유명한 작은 검은 드레스일 것이다.

## 같이 보기
- 마릴린 먼로의 하얀 드레스